# Losses
Losses è un singolo del rapper statunitense Lil Tjay pubblicato il 30 ottobre 2020.

## Video musicale
Il videoclip è stato pubblicato in concomitanza con il brano. 

## Tracce
1. Losses – 2:37